# Giuseppe Pulicari
Giuseppe Pulicari (Capodimonte, 18 marzo 1933 – Castel San Pietro Terme, 17 febbraio 1979) è stato un militare italiano, capitano dell'Arma dei Carabinieri insignito di medaglia d'oro al valor militare alla memoria.

## Biografia
Nacque il 18 marzo 1933 a Capodimonte, provincia di Viterbo. Arruolatosi nell'Arma dei Carabinieri, nel 1952 entrò in servizio come Carabiniere presso la Legione Territoriale di Bari. Dopo due anni fu trasferito alla Legione di Napoli ed in quello stesso anno venne ammesso a frequentare il Corso per Allievi Sottufficiali alla Scuola di Firenze. Conseguito il grado di Vicebrigadiere, fu assegnato alla Legione di Udine e, dopo aver conseguito la promozione a Maresciallo ordinario, venne trasferito a quella di Cagliari. Nel 1969, dopo aver vinto il concorso, fu ammesso a frequentare il 5º corso applicativo per diventare Ufficiale.
Dopo la promozione a Sottotenente in servizio permanente effettivo (s.p.e.) fu destinato al Comando della Tenenza di Lugo (RA). Sei anni dopo fu trasferito a quella di Alfonsine e, nel 1976 con la promozione a Capitano, assunse il comando della Compagnia di Imola. Cadde nell'adempimento del proprio dovere a Castel San Pietro Terme (BO) il 17 febbraio 1979, e fu insignito della Medaglia d'oro al valor militare alla memoria.. 
Lasciò la moglie Gina Maria e due figli, Elena di 16 anni e Vittorio di 13.

## Morte
Il capitano Pulicari fu ucciso il 17 febbraio 1979 durante un’operazione atta a sventare l’estorsione ai danni di un artigiano di Ozzano Emilia. Lo svolgimento dell'operazione presenta diversi punti oscuri, che non sono  mai stati chiariti.
Il contesto di riferimento è quello degli anni settanta, ove si riscontrava in maniera importante il fenomeno estorsivo nei confronti dei modesti imprenditori i quali, sovente, preferivano pagare le somme in denaro per evitare conseguenze spiacevoli. Il fenomeno era posto in essere dalla cosiddetta "Anonima Estorsioni".
Il ricattato doveva versare la somma di 30 milioni di lire in un luogo che avrebbe scoperto seguendo le indicazioni dei banditi in una sorta di caccia al tesoro. Il primo ordine era di partire a mezzanotte del 16 febbraio da Ozzano Emilia a bordo della propria Fiat 500 blu e dirigersi a Noce di Monterenzio, nelle colline bolognesi, dove avrebbe trovato un biglietto con ulteriori istruzioni. Guidava la vetturetta, al posto dell’artigiano estorto, un brigadiere abilmente camuffato. Il capitano Pulicari era accovacciato nel posto del passeggero, da cui aveva fatto smontare il sedile, per nascondersi meglio. L’utilitaria era preceduta e seguita da tre auto in borghese e da due in divisa, per un totale di 19 carabinieri, a debita distanza per non destare sospetti e radio collegate.  Ai militari in abiti civili Pulicari aveva fornito dei talloncini catarifrangenti da applicare sui vestiti affinché, nella notte, non si sparassero fra loro. A Noce di Monterenzio la seconda istruzione ordinava di imboccare l’autostrada a San Lazzaro di Savena in direzione Rimini e di cercare ulteriori indicazioni sotto un cavalcavia contrassegnato sui piloni da tre strisce verticali ed una diagonale, eseguite con vernice bianca, e dalla scritta VIP. Verso le 1.30 di notte, sotto una pioggia battente che non accennava a placarsi, venne raggiunto il cavalcavia, nei pressi di Castel San Pietro Terme. Il nuovo messaggio intimava di gettare i soldi oltre la rete e di proseguire verso Imola. Il brigadiere tornato in macchina a prelevare la valigetta, che conteneva solamente carta straccia, comunicò al capitano Pulicari che il posto era quello. Il capitano impartì degli ordini via radio alle pattuglie che precedevano e seguivano. Mentre il brigadiere gettava la valigetta oltre la rete, il capitano Pulicari sgattaiolava fuori dalla 500, appostandosi alla base di uno dei piloni. La vettura ripartì verso Imola, mentre i colleghi convergevano a piedi attraverso i campi. Quando il delinquente uscì allo scoperto per recuperare il bottino Pulicari era da solo sotto il cavalcavia. Ne scaturì uno scontro a fuoco in cui il capitano perse la vita, colpito da due proiettili alla testa. I militari appostati non sentirono gli spari a causa del forte temporale e del rumore del pesante traffico autostradale. Una signora, che abitava a 300 metri dal cavalcavia, sentì prima alcuni colpi in rapida successione e poi una breve raffica con detonazioni più forti. I carabinieri rimasero appostati per oltre tre ore in attesa di un ordine radio da parte del capitano Pulicari. Alle cinque di mattina furono informati dalla Centrale Operativa che all’Ospedale Maggiore di Bologna un certo Michelangelo Balzano Grieco era stato ricoverato per lesioni da arma da fuoco. Il Balzano, rimasto ferito nella sparatoria con il capitano Pulicari, era l’uomo che da subito si sospettava essere l’autore del ricatto. Gli uomini della scorta avanzarono cautamente fin sotto il cavalcavia rinvenendo il corpo esanime del capitano Pulicari. 
In un documento dell’Arma è riportato che l’operazione è stata eseguita come concepita dall’ufficiale, se ha avuto un esito luttuoso è da attribuirsi all’imponderabile. Il famoso giallista Carlo Lucarelli concluse un suo articolo riguardante il caso scrivendo: “Era bravo il capitano, lo dimostrano i suoi precedenti e anche le motivazioni della Medaglia d’Oro (…). Era un’operazione concepita in grande, e allora perché è andata così male? C’è un rapporto che attribuisce l’esito luttuoso a un motivo ben preciso: l’imponderabile. Il caso, il fato, il destino. Sarà così. Ma io sono uno scrittore di gialli, dove l’imponderabile non ha diritto di cittadinanza, per cui molto banalmente mi chiedo: perché è morto così il capitano Pulicari?” 

## Riconoscimenti
- Medaglia d'oro al valor militare alla memoria.[1].

## Intitolazioni
L'Arma dei Carabinieri ha voluto dedicargli:
- la Stazione Carabinieri del suo luogo di nascita[17][18];
- la sede della Compagnia Carabinieri di Lugo[19];
- il 18 aprile 1982 a Chieti, presso la Caserma “Rebeggiani” si svolse la cerimonia del giuramento degli allievi carabinieri ausiliari del 90º corso “Capitano Giuseppe Pulicari” (contingente II/1982 - 3° scaglione)[20];
- l'83º Corso Allievi Carabinieri Effettivi (ottobre 1987).

L'Associazione Nazionale Carabinieri gli ha intitolato la Sezione di Meldola.
Il ricordo del Capitano Pulicari è rimasto nei cittadini delle provincie di Bologna e di Ravenna, nonché del viterbese attraverso alcune iniziative:
- il comune di Castel San Pietro Terme gli ha intitolato una via[22];
- analoga iniziativa si è tenuta ad Alfonsine[23];
- il comune di Lugo gli ha intitolato un largo e una via[24];
- A Medicina, un largo è dedicato a Pulicari[25];
- nei pressi della rocca Farnese, il comune di Capodimonte ha dedicato un largo in suo ricordo[26], nonché un monumento[27];
- il comune di Bagnoregio ha una via in suo ricordo[28];
- La Scuola Elementare Statale Pulicari di Imola è intitolata alla sua memoria.
- la scuola primaria di Toscanella di Dozza è intitolata alla sua memoria[29].